# Mitjaevia narzikulovi
Mitjaevia narzikulovi är en insektsart som beskrevs av Korolevskaya 1976. Mitjaevia narzikulovi ingår i släktet Mitjaevia och familjen dvärgstritar.
Artens utbredningsområde är Tadzjikistan. Inga underarter finns listade i Catalogue of Life.